# Avalanche Corrie
Der Avalanche Corrie (englisch für Lawinenkessel) ist ein mit Eis angefüllter Bergkessel an der Südküste der Coronation-Insel im Archipel der Südlichen Orkneyinseln. Er liegt unmittelbar nördlich des Amphibolite Point.
Der Falklands Islands Dependencies Survey nahm zwischen 1948 und 1949 Vermessungen vor und benannten den Kessel nach den Lawinen, die von den Hängegletschern oberhalb des Kessels abgehen.